# Bendis duplicans
Bendis duplicans är en fjärilsart som beskrevs av Heinrich Benno Möschler 1880. Bendis duplicans ingår i släktet Bendis och familjen nattflyn. Inga underarter finns listade i Catalogue of Life.